# Guiyang Longdongbao International Airport
Guiyang Longdongbao International Airport (kinesiska: 贵阳龙洞堡国际机场) är en flygplats i Kina. Den ligger i den centrala delen av landet, 1 700 km sydväst om huvudstaden Peking. Guiyang Longdongbao International Airport ligger 1 138 meter över havet.
Terrängen runt Guiyang Longdongbao International Airport är kuperad norrut, men söderut är den platt. Runt Guiyang Longdongbao International Airport är det ganska tätbefolkat, med 129 invånare per kvadratkilometer. Närmaste större samhälle är Guiyang, 9,7 km nordväst om Guiyang Longdongbao International Airport. I omgivningarna runt Guiyang Longdongbao International Airport växer huvudsakligen savannskog.